# Makoto Ninomiya
Makoto Ninomiya (jap. 二宮 真琴, Ninomiya Makoto; * 28. Mai 1994 in Hiroshima, Präfektur Hiroshima) ist eine japanische Tennisspielerin.

## Karriere
Ninomiya begann im Alter von sechs Jahren mit dem Tennissport. Sie spielt überwiegend auf Turnieren des ITF Women’s Circuit, bei denen sie bereits einen Einzel- und 20 Doppeltitel gewinnen konnte.
Auf der WTA Tour erhielt sie 2014 eine Wildcard für das Hauptfeld der Doppelkonkurrenz bei den Japan Women’s Open; sie scheiterte mit ihrer Doppelpartnerin gleich in Runde eins.
2015 erreichte sie mit Eri Hozumi beim Abierto Mexicano Telcel und mit Shūko Aoyama bei den Japan Women’s Open Tennis jeweils das Viertelfinale. Bei den darauffolgenden Korea Open zogen sie und Aoyama sogar ins Halbfinale ein, in dem sie gegen die späteren Siegerinnen mit 4:6 und 1:6 verloren.
Im September 2016 gelang ihr an der Seite von Aoyama schließlich der erste Titelgewinn auf der WTA Tour. Mit dem Sieg in Tokio verbesserte sie sich im Doppel-Ranking bis November auf Platz 61; ihre Bestmarke erreichte sie im Februar 2018 mit Platz 35.
Ebenfalls im Februar 2018 spielte sie in Neu-Delhi gegen Thailand erstmals für die japanische Fed-Cup-Mannschaft. In ihrer Fed-Cup-Bilanz hat sie inzwischen fünf Siege und eine Niederlage zu Buche stehen.
Am 10. Juni 2018 stand sie im Doppelfinale der French Open, das sie und ihre Partnerin Eri Hozumi gegen Barbora Krejčíková/Kateřina Siniaková mit 3:6 und 3:6 verloren.

## Turniersiege

### Einzel
| Nr. | Datum         | Turnier  | Kategorie   | Belag | Finalgegnerin | Ergebnis       |
| --- | ------------- | -------- | ----------- | ----- | ------------- | -------------- |
| 1.  | 18. März 2012 | Miyazaki | ITF $10.000 | Rasen | Yumi Miyazaki | 6:0, 6:75, 6:0 |

### Doppel
| Nr. | Datum              | Turnier     | Kategorie         | Belag             | Partnerin           | Finalgegnerinnen                           | Ergebnis           |
| --- | ------------------ | ----------- | ----------------- | ----------------- | ------------------- | ------------------------------------------ | ------------------ |
| 1.  | 26. November 2011  | Toyota      | ITF $75.000       | Teppich (Halle)   | Riko Sawayanagi     | Caroline Garcia Michaëlla Krajicek         | kampflos           |
| 2.  | 14. Juni 2013      | Buchara     | ITF $25.000       | Hartplatz         | Eri Hozumi          | Angelina Gabujewa Weronika Kapschaj        | 3:6, 7:5, [10:8]   |
| 3.  | 22. Juni 2013      | Tokio       | ITF $10.000       | Hartplatz         | Yuka Mori           | Kumiko Iijima Akiko Yonemura               | 6:4, 6:3           |
| 4.  | 7. September 2013  | Noto        | ITF $25.000       | Rasen             | Eri Hozumi          | Kazusa Ito Yuka Mori                       | 6:4, 6:4           |
| 5.  | 19. Oktober 2013   | Makinohara  | ITF $25.000       | Rasen             | Eri Hozumi          | Nicha Lertpitaksinchai Peangtarn Plipuech  | 6:1, 6:2           |
| 6.  | 8. Juni 2014       | Tokio       | ITF $10.000       | Hartplatz         | Mana Ayukawa        | Yurina Koshino Akiko Omae                  | 3:6, 6:4, [10:4]   |
| 7.  | 5. Juli 2014       | Gimcheon    | ITF $10.000       | Hartplatz         | Choi Ji-hee         | Han Na-lae Yoo Mi                          | 6:3, 7:66          |
| 8.  | 13. September 2014 | Kyoto       | ITF $10.000       | Hartplatz (Halle) | Kyōka Okamura       | Ayaka Okuno Michika Ozeki                  | 6:3, 6:3           |
| 9.  | 22. November 2014  | Toyota      | ITF $75.000       | Teppich (Halle)   | Eri Hozumi          | Shūko Aoyama Junri Namigata                | 6:3, 7:5           |
| 10. | 2. Januar 2015     | Hongkong    | ITF $10.000       | Hartplatz         | Mana Ayukawa        | Tang Haochen Ye Qiuyu                      | 7:64, 2:6, [10:7]  |
| 11. | 27. März 2015      | Quanzhou    | ITF $50.000       | Hartplatz         | Eri Hozumi          | Hiroko Kuwata Junri Namigata               | 6:3, 6:72, [10:2]  |
| 12. | 17. Mai 2015       | Kurume      | ITF $50.000       | Rasen             | Riko Sawayanagi     | Eri Hozumi Junri Namigata                  | 7:610, 6:3         |
| 13. | 29. August 2015    | Tsukuba     | ITF $25.000       | Hartplatz         | Lee Ya-hsuan        | Nicha Lertpitaksinchai Peangtarn Plipuech  | 6:74, 7:62, [10:6] |
| 14. | 24. Oktober 2015   | Hamamatsu   | ITF $25.000       | Rasen             | Mana Ayukawa        | Kanae Hisami Kotomi Takahata               | 0:6, 6:3, [10:4]   |
| 15. | 21. November 2015  | Tokio       | ITF $100.000      | Hartplatz         | Shuko Aoyama        | Eri Hozumi Kurumi Nara                     | 3:6, 6:2, [10:7]   |
| 16. | 26. März 2016      | Quanzhou    | ITF $50.000       | Hartplatz         | Shūko Aoyama        | Lu Jingjing Zhang Yuxuan                   | 6:3, 6:0           |
| 17. | 15. April 2016     | Shenzhen    | ITF $50.000       | Hartplatz         | Shūko Aoyama        | Liang Chen Wang Yafan                      | 7:65, 6:4          |
| 18. | 28. Mai 2016       | Incheon     | ITF $25.000       | Hartplatz         | Kamonwan Buayam     | Han Na-lae Lee Pei-chi                     | 6:3, 6:1           |
| 19. | 29. Juli 2016      | Wuhan       | ITF $50.000       | Hartplatz         | Shūko Aoyama        | Chang Kai-chen Duan Yingying               | 6:4, 6:4           |
| 20. | 18. September 2016 | Tokio       | WTA International | Hartplatz         | Shūko Aoyama        | Jocelyn Rae Anna Smith                     | 6:3, 6:3           |
| 21. | 28. Oktober 2017   | Liuzhou     | ITF $60.000       | Hartplatz         | Han Xinyun          | Jacqueline Cako Laura Robson               | 6:2, 7:63          |
| 22. | 23. September 2018 | Tokio       | WTA Premier       | Hartplatz (Halle) | Miyu Katō           | Andrea Sestini Hlaváčková Barbora Strýcová | 6:4, 6:4           |
| 23. | 9. November 2019   | Shenzhen    | ITF W100          | Hartplatz         | Nao Hibino          | Sofia Shapatava Emily Webley-Smith         | 6:4, 6:0           |
| 24. | 13. Juni 2021      | Nottingham  | WTA 250           | Rasen             | Ljudmyla Kitschenok | Caroline Dolehide Storm Sanders            | 6:4, 6:73, [10:8]  |
| 25. | 14. Januar 2022    | Adelaide    | WTA 250           | Hartplatz         | Eri Hozumi          | Tereza Martincová Markéta Vondroušová      | 1:6, 7:64, [10:7]  |
| 26. | 8. Mai 2022        | Saint-Malo  | WTA Challenger    | Sand              | Eri Hozumi          | Estelle Cascino Jessika Ponchet            | 7:61, 6:1          |
| 27. | 20. Mai 2022       | Rabat       | WTA 250           | Sand              | Eri Hozumi          | Monica Niculescu Alexandra Panowa          | 6:77, 6:3, [10:8]  |
| 28. | 25. Juni 2022      | Bad Homburg | WTA 250           | Rasen             | Eri Hozumi          | Alicja Rosolska Erin Routliffe             | 6:4, 6:75, [10:5]  |
| 29. | 3. November 2024   | Hongkong    | WTA 250           | Hartplatz         | Ulrikke Eikeri      | Shūko Aoyama Eri Hozumi                    | 6:4, 4:6, [11:9]   |
| 30. | 3. Mai 2025        | Saint-Malo  | WTA Challenger    | Sand              | Maia Lumsden        | Oksana Kalaschnikowa Angelica Moratelli    | 7:5, 6:2           |
| 31. | 19. Juli 2025      | Hamburg     | WTA 250           | Sand              | Nadija Kitschenok   | Anna Bondár Arantxa Rus                    | 6:4, 3:6, [11:9]   |
| 32. | 25. Juli 2025      | Prag        | WTA 250           | Hartplatz         | Nadija Kitschenok   | Lucie Havlíčková Laura Samson              | 1:6, 6:4, [10:7]   |

## Abschneiden bei Grand-Slam-Turnieren

### Doppel
| Turnier         | 2016 | 2017 | 2018 | 2019 | 2020 | 2021 | 2022 | 2023 | 2024 | 2025 | Karriere |
| --------------- | ---- | ---- | ---- | ---- | ---- | ---- | ---- | ---- | ---- | ---- | -------- |
| Australian Open | 1    | 1    | 1    | 1    | 2    | 1    | 2    | 2    | 2    | 2    | 2        |
| French Open     | —    | —    | F    | 1    | 1    | 2    | 1    | 1    | 2    | 2    | F        |
| Wimbledon       | 2    | HF   | 1    | 2    |      | 2    | —    | 1    | 1    | 1    | HF       |
| US Open         | 1    | 1    | 1    | 1    | 1    | 1    | 1    | 1    | 2    |      | 2        |

Zeichenerklärung: S = Turniersieg; F, HF, VF, AF = Einzug ins Finale / Halbfinale / Viertelfinale / Achtelfinale; 1, 2, 3 = Ausscheiden in der 1. / 2. / 3. Hauptrunde; Q1, Q2, Q3 = Ausscheiden in der 1. / 2. / 3. Qualifikationsrunde; nicht ausgetragen

### Mixed
| Turnier         | 2017 | 2018 | 2019 | 2020 | 2021 | 2022 | 2023 | Karriere |
| --------------- | ---- | ---- | ---- | ---- | ---- | ---- | ---- | -------- |
| Australian Open | —    | —    | 1    | —    | —    | VF   | AF   | VF       |
| French Open     | —    | 1    | 1    |      | —    | —    | —    | 1        |
| Wimbledon       | 2    | 1    | 2    |      | —    | —    | —    | 2        |
| US Open         | —    | 1    | —    |      | —    | —    | —    | 1        |